# Centro Histórico de São Paulo
O Centro Histórico de São Paulo (ou simplesmente Centro) é uma região da Zona Central do município de São Paulo, no Brasil. Corresponde à região onde a cidade foi fundada, em 25 de janeiro de 1554, pelos padres jesuítas José de Anchieta e Manuel da Nobrega. É formada pelos distritos da Sé e República. Neles, se encontra a maior parte dos edifícios que retratam a história da cidade, como o Pátio do Colégio, local de sua fundação.
Localizam-se na região vários centros culturais, bares, restaurantes, museus, grande parte dos pontos de interesse turístico da cidade e escritórios governamentais do município e do estado.
Mesmo após 40 anos, o Centro ainda guarda muitos encantos que podem ser observados em passeios gratuitos a pé, organizados pela Secretaria Estadual do Esporte e Turismo, como: o Banco São Paulo, edifício hoje utilizado pela Secretaria de Turismo do Estado de São Paulo; a sede da B3, onde, por meio de um telão, é possível observar a movimentação das operações; o Mosteiro de São Bento, local onde, aos domingos, são realizadas missas às 10 horas da manhã; o Edifício Martinelli, primeiro arranha-céu da América do Sul; o Centro Cultural Banco do Brasil, que possui salas de exposições, cinema, teatro, restaurante, auditório, livrarias etc.; o Theatro Municipal de São Paulo, com concertos gratuitos às quartas-feiras; a Catedral da Sé e muito mais.

## Definição

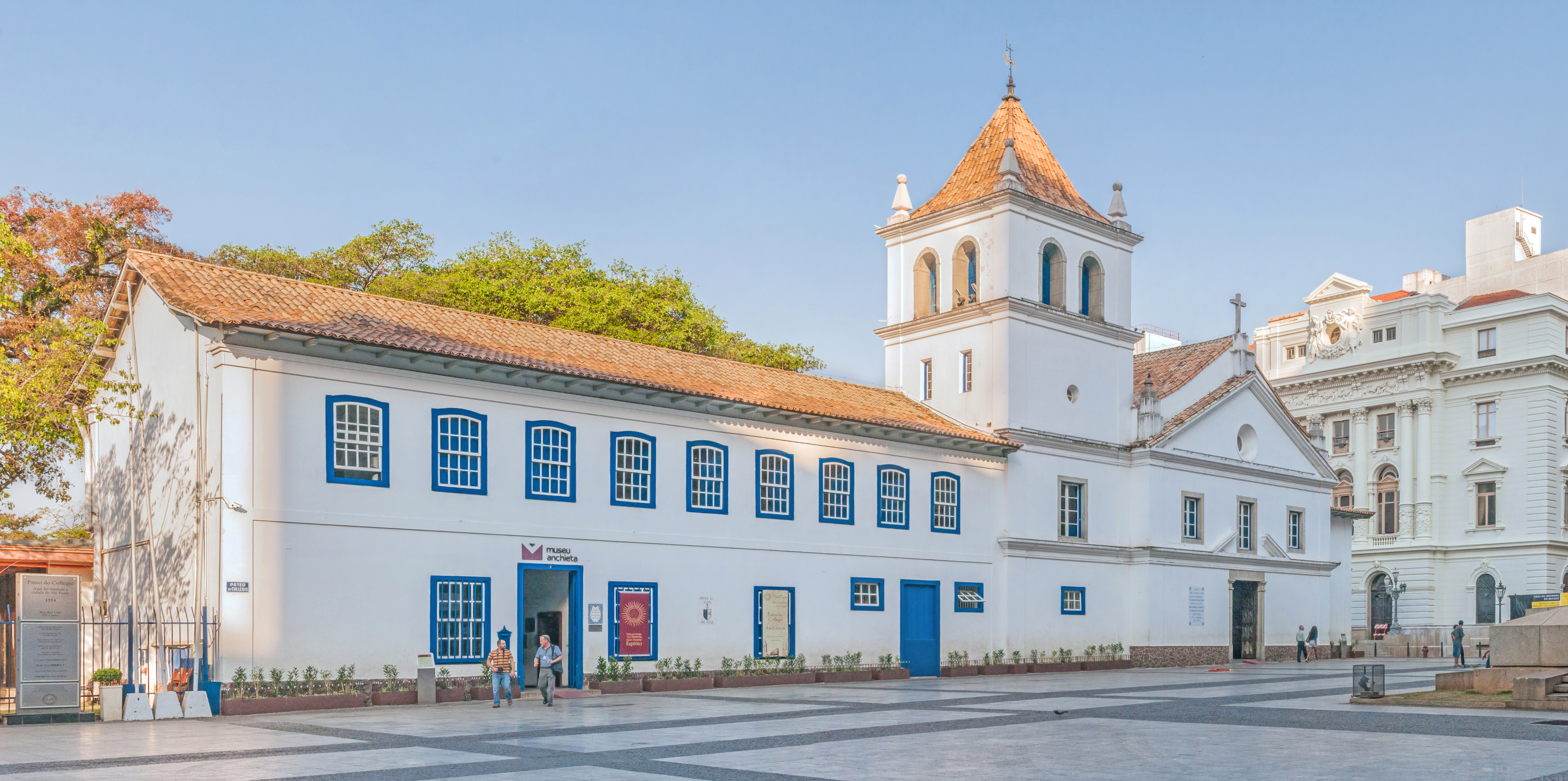
Pátio do Colégio.

Embora seja comum considerar os distritos Sé e República, de forma única, como sendo o "Centro Histórico de São Paulo", esse título cabe verdadeiramente ao distrito da Sé, mais propriamente à região compreendida entre o Largo São Francisco, o Largo São Bento e a Praça da Sé, que formam o "Triângulo Histórico" onde surgiu o Colégio Jesuíta a partir do qual originou-se o povoado e, posteriormente, a "Vila de São Paulo de Piratininga".
A parte da região central da cidade incluída no uso da expressão "Centro Histórico" foi ocupada posteriormente e corresponde, hoje, ao distrito da República, localizado na extremidade do Viaduto Santa Ifigênia ao Viaduto do Chá. Muito embora essa região concentre uma quantidade bastante considerável dos marcos históricos da cidade de São Paulo, como o Teatro Municipal, a Ladeira da Memória, a Biblioteca Municipal Mário de Andrade e a Praça da República, ela recebe, oficialmente, a designação de "Centro Novo".

## História

### Século XX

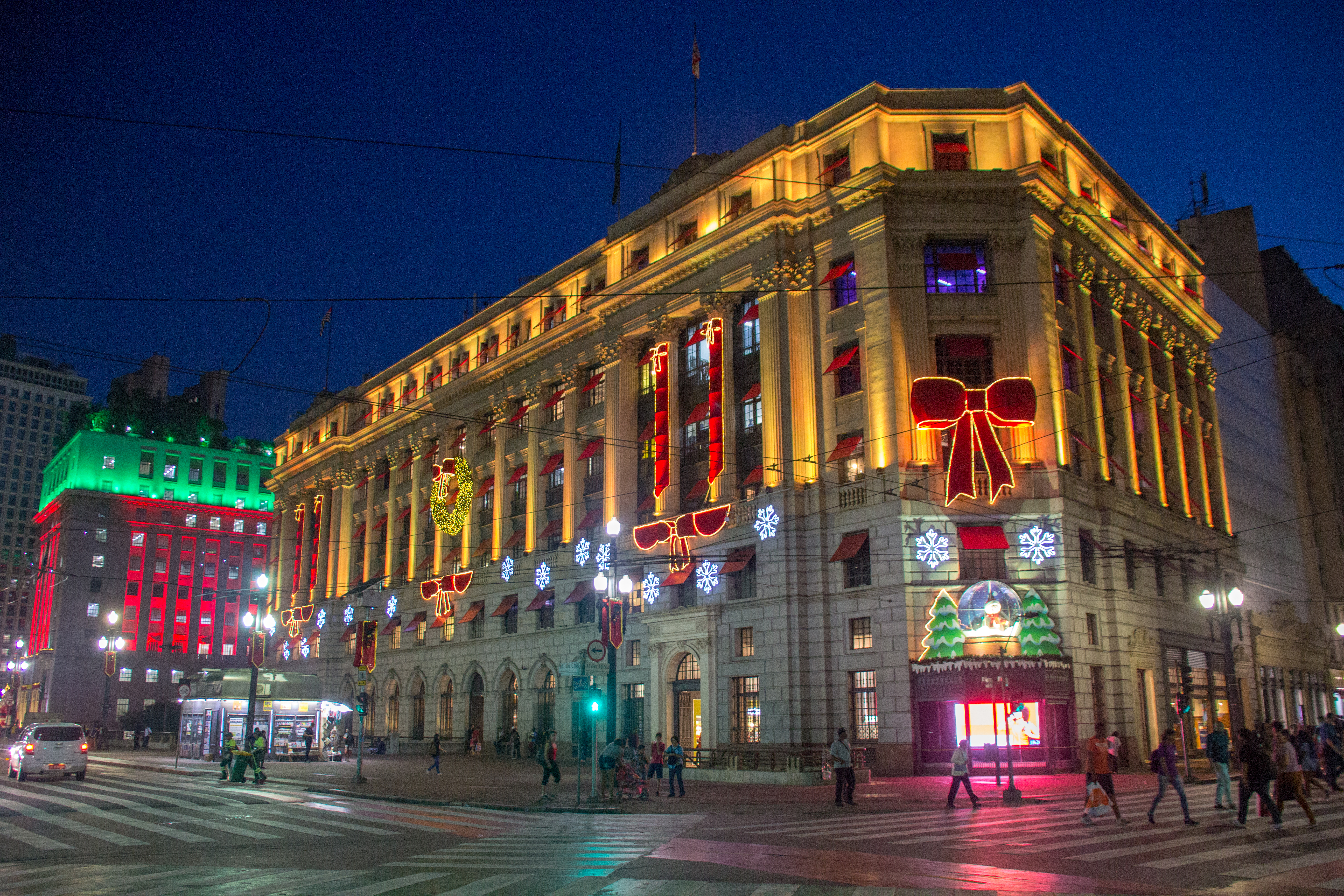
Edifício Alexandre Mackenzie (Prédio da Light) com o Edifício Matarazzo ao fundo.

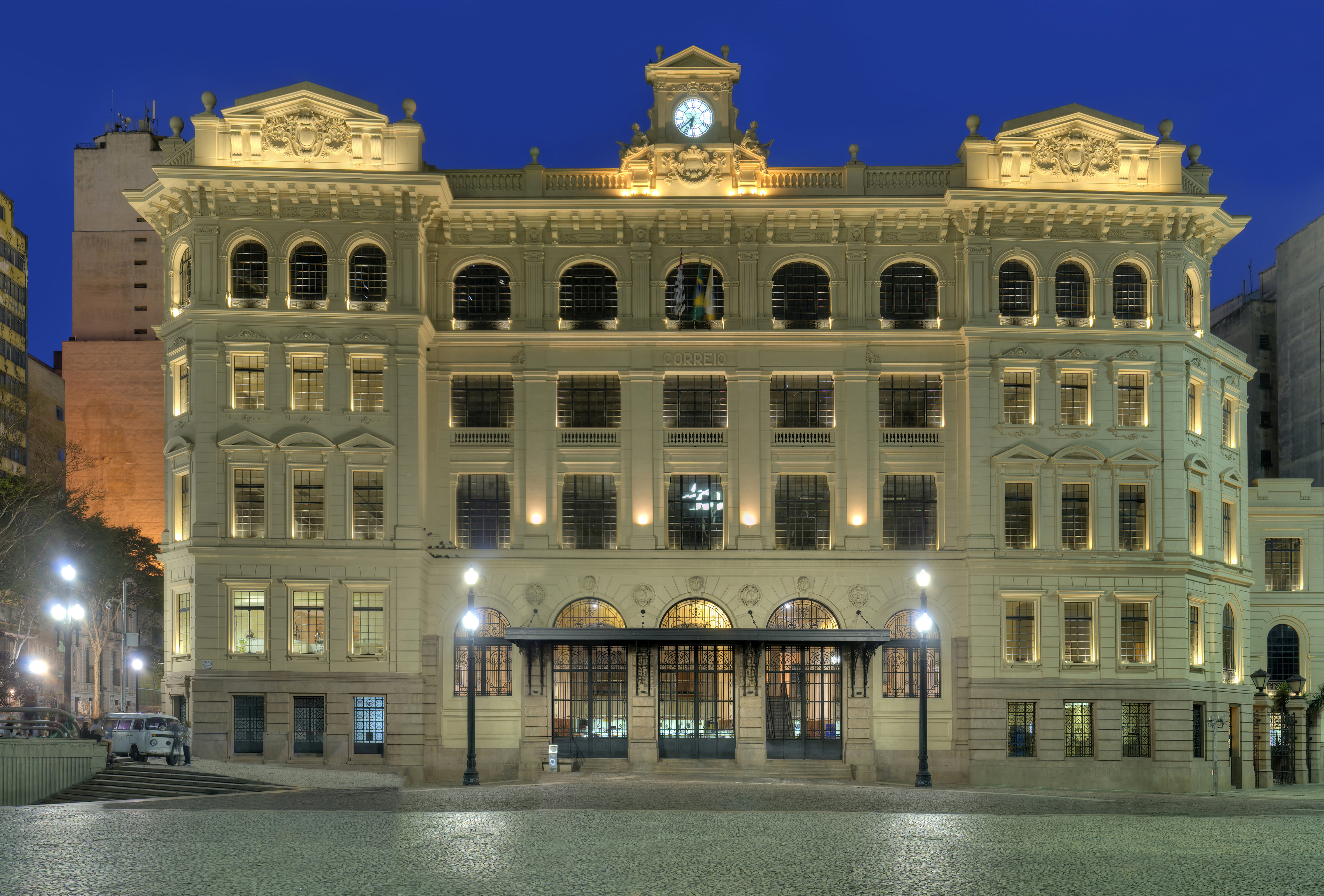
Palácio dos Correios, no Vale do Anhangabaú, em 20 de outubro de 1922.

Durante a Revolta Paulista de 1924 o bairro foi bombardeado por aviões do Governo Federal. O exército legalista ao governo de Artur Bernardes se utilizou do chamado "bombardeio terrificante", atingindo vários pontos da cidade, em especial bairros operários como Mooca, Ipiranga, Brás, Belenzinho e Centro, que foram seriamente afetados pelos bombardeios.
Ao longo do século XX, o Centro Histórico da cidade de São Paulo atingiu o seu apogeu econômico e social, bem como sua máxima degradação, além de um processo de esquecimento por boa parte dos habitantes da cidade. Ao mesmo tempo, a centralidade econômica de São Paulo migrava na direção sudoeste do município com o surgimento do polo de negócios da Avenida Paulista e, posteriormente, o da Avenida Brigadeiro Faria Lima. Mais recentemente, a criação de um grande polo de negócios que se estende pela região da Vila Olímpia e das Avenidas Engenheiro Luis Carlos Berrini e Chucri Zaidan, nas imediações da Avenida Nações Unidas (Marginal Pinheiros), intensificou esse processo.
Até a década de 1970, o Centro Histórico de São Paulo, já com infraestrutura consolidada e ainda repleto de grandes corporações e grandes arranha-céus, ainda concentrava parte significativa das grandes empresas nacionais e estrangeiras com sede na cidade. Em suas ruas estreitas, onde automóveis e pedestres dividiam com dificuldade o pouco espaço disponível, em um tempo em que grandes lojas de departamentos, eletrodomésticos, livrarias, restaurantes e das mais variadas finalidades caracterizavam fortemente o perfil urbano das ruas, tinham suas fachadas repletas de anúncios e neons, um forte apelo ao consumo.
Todavia, nesse mesmo período de sua história, já começavam a evidenciar-se os sinais e sintomas de uma decadência urbana severa, tais como a transferência da sede de muitas empresas para outros locais da cidade, a forte deterioração do espaço público, o aumento nos índices de criminalidade, o processo de especulação imobiliária em imóveis abandonados e sem manutenção, o aumento do número de pessoas vivendo nas ruas e o surgimento de muitos cortiços, além da deterioração da qualidade de vida, que desincentivou boa parte da população já estabelecida na região a ali permanecer. Isto ocasionou um esvaziamento populacional da região, que viria a agravar-se de forma contínua e aguda até o início dos anos 1990, quando, diante de um quadro de degradação profundo e absolutamente evidente, o poder público inicia um tímido processo de requalificação urbana da área central da cidade.
Entre as medidas iniciais da política de requalificação urbana na área central da cidade, estiveram a transferência da sede da prefeitura do município, até então instalada dentro do Parque Ibirapuera, para o Palácio das Indústrias Parque Dom Pedro II, sendo dez anos mais tarde transferida novamente para a esquina da rua Líbero Badaró com o Viaduto do Chá, onde encontra-se atualmente. Foi também promovida a reforma e remodelação do Largo São Bento e do Teatro Municipal, além do aterramento das pistas de tráfego do Vale do Anhangabaú, onde foi instalada uma área exclusiva para uso de pedestres nos moldes de uma praça.

## Economia

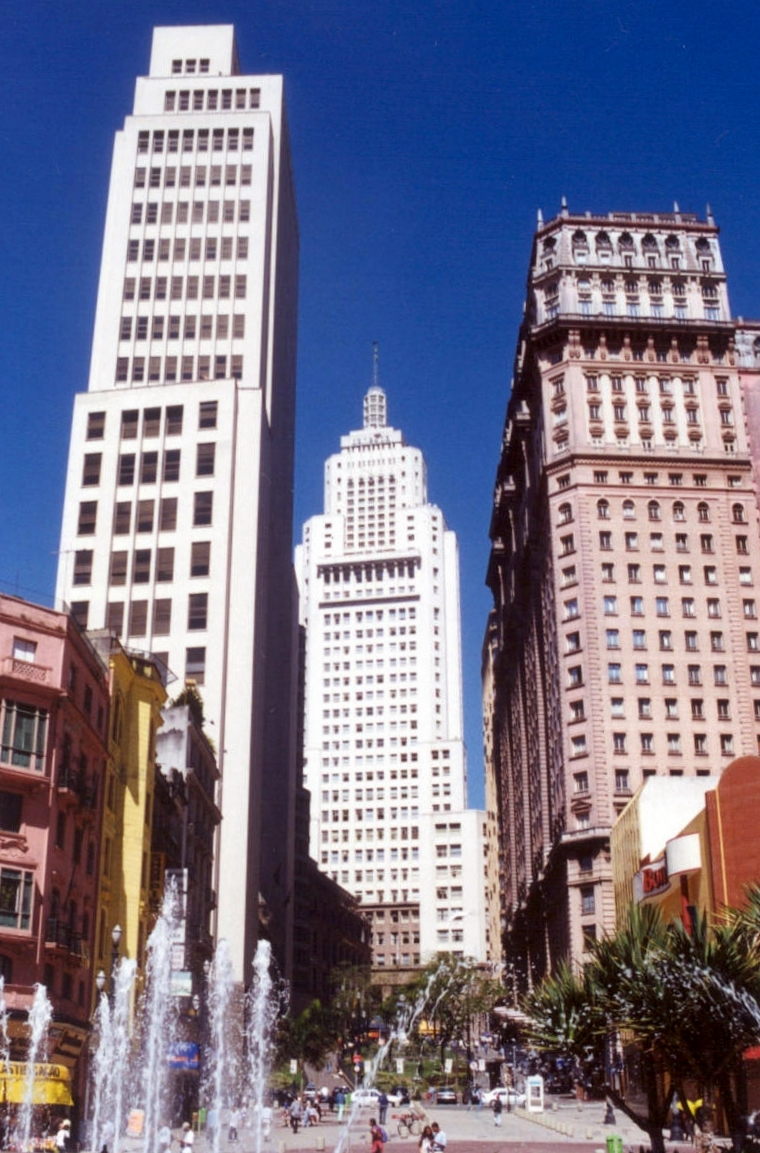
Região verticalizada do Centro da cidade. Na fotografia, em destaque os edifícios do Banco do Brasil (esquerda), Altino Arantes (centro) e Martinelli (direita), este último o primeiro arranha-céu da América Latina.

Avenida Prestes Maia, parte de um complexo viário construído sob a praça do Vale do Anhangabaú.

Palácio das Indústrias, atual Museu Catavento, onde funcionou a prefeitura de São Paulo entre os anos de 1992 e 2002.

O centro Histórico de São Paulo foi durante boa parte de sua história o coração financeiro e o maior polo de atividade comercial, bancária e de serviços da cidade. A região ainda conserva um vigoroso comércio de rua e significativa oferta de serviços e atividade bancária, mas a transferência massiva das sedes de instituições financeiras do comércio de luxo e dos restaurantes é visível. Entretanto, a Bolsa de Valores segue ainda hoje sediada na região.
A existência de grandes arranha-céus, que foram sedes administrativas nacionais ou regionais de grandes bancos e instituições financeiras brasileiras e estrangeiras, mostra claramente a força econômica que um dia esteve ali e que deixou suas marcas. Dentre os principais bancos um dia sediados no Centro Histórico de São Paulo podem ser destacados: o Banespa com sua sede no famoso Edifício Altino Arantes, o Banco Mercantil de São Paulo, que possuía sua sede no Edifício Mercantil Finasa no Vale do Anhangabaú e o Unibanco, que teve sua sede no Edifício Barão de Iguape na Praça do Patriarca. O Banco do Brasil, que iniciou suas atividades em São Paulo em uma agência no encontro da Rua da Quitanda com a Rua Álvares Penteado, onde hoje funciona a unidade paulista do Centro Cultural do Banco do Brasil, construiu na década de 1950 um edifício de 142 metros de altura no Centro Histórico de São Paulo para ser sua sede regional no estado.

## Urbanismo
No dia 3 de setembro de 1976, seguindo um modelo surgido na Alemanha dos anos 30, vinte tradicionais ruas da região central foram fechadas ao trafego de veículos automotores, ficando assim destinadas exclusivamente aos pedestres. O então prefeito do município, Olavo Egídio Setúbal, tentou estimular que a população passasse a acessar esses locais prioritariamente usando transporte público.
Nesta época, o centro histórico ainda era o coração financeiro da cidade e a medida foi recebida com muitas criticas e receios. Após o fechamento de tais vias a veículos, os comerciantes locais passaram a reclamar de uma queda considerável no movimento de clientes. Contudo, ainda hoje os chamados calçadões permanecem como uma das características urbanas mais marcantes do centro histórico de São Paulo.

## Pontos turísticos

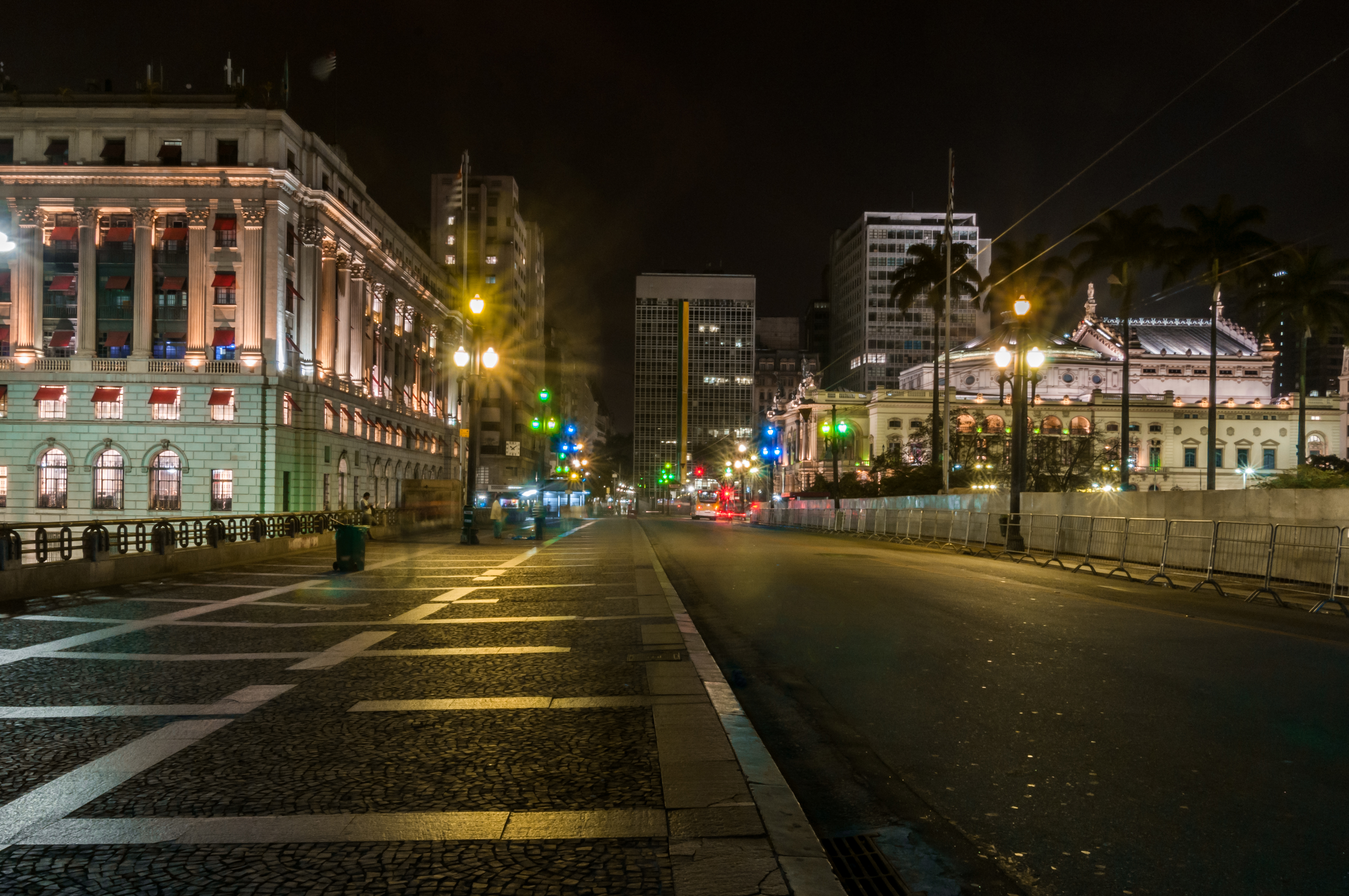
Viaduto do Chá à noite, com do Teatro Municipal (direita), no Centro.

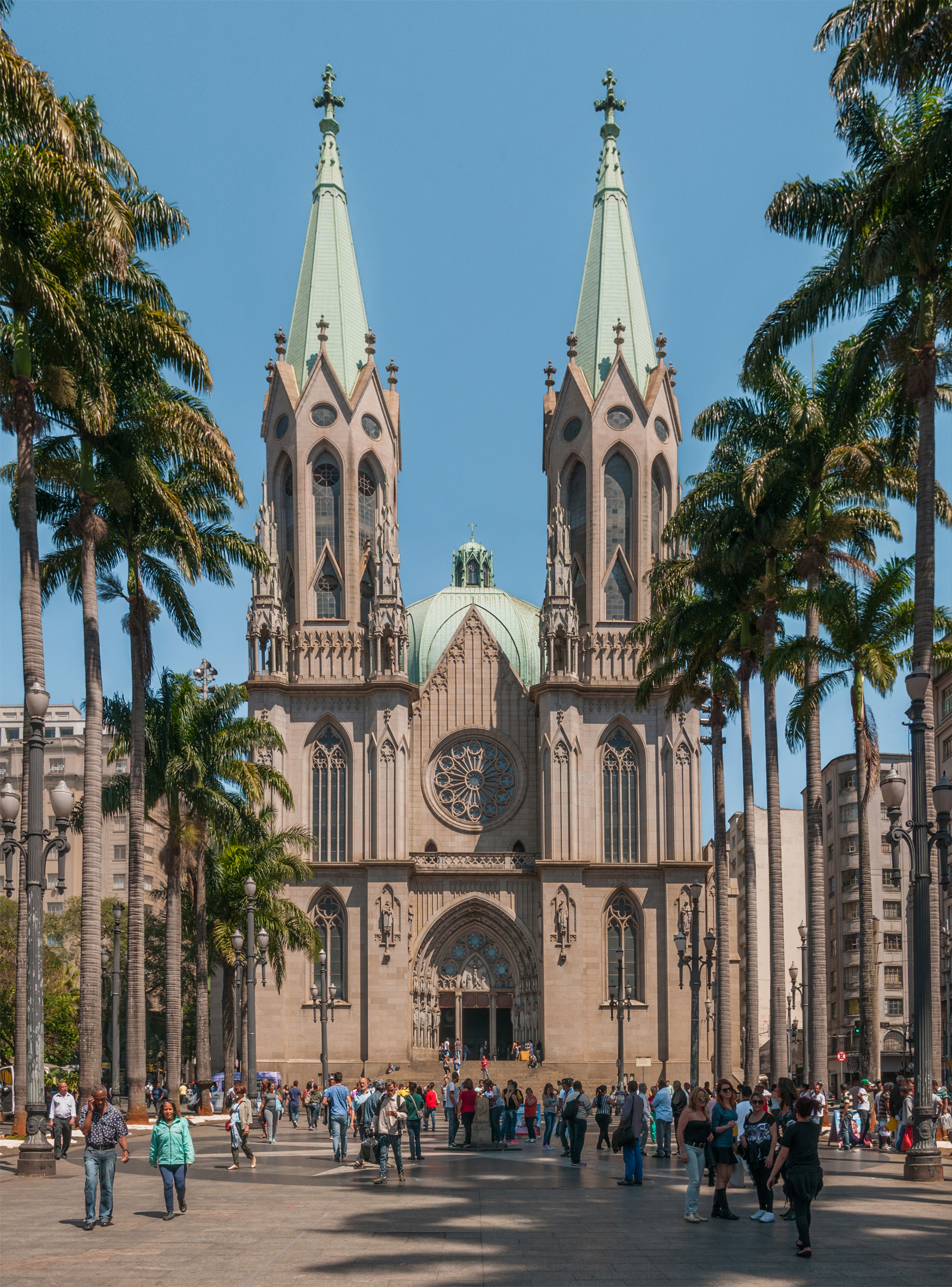
Catedral Metropolitana de São Paulo.

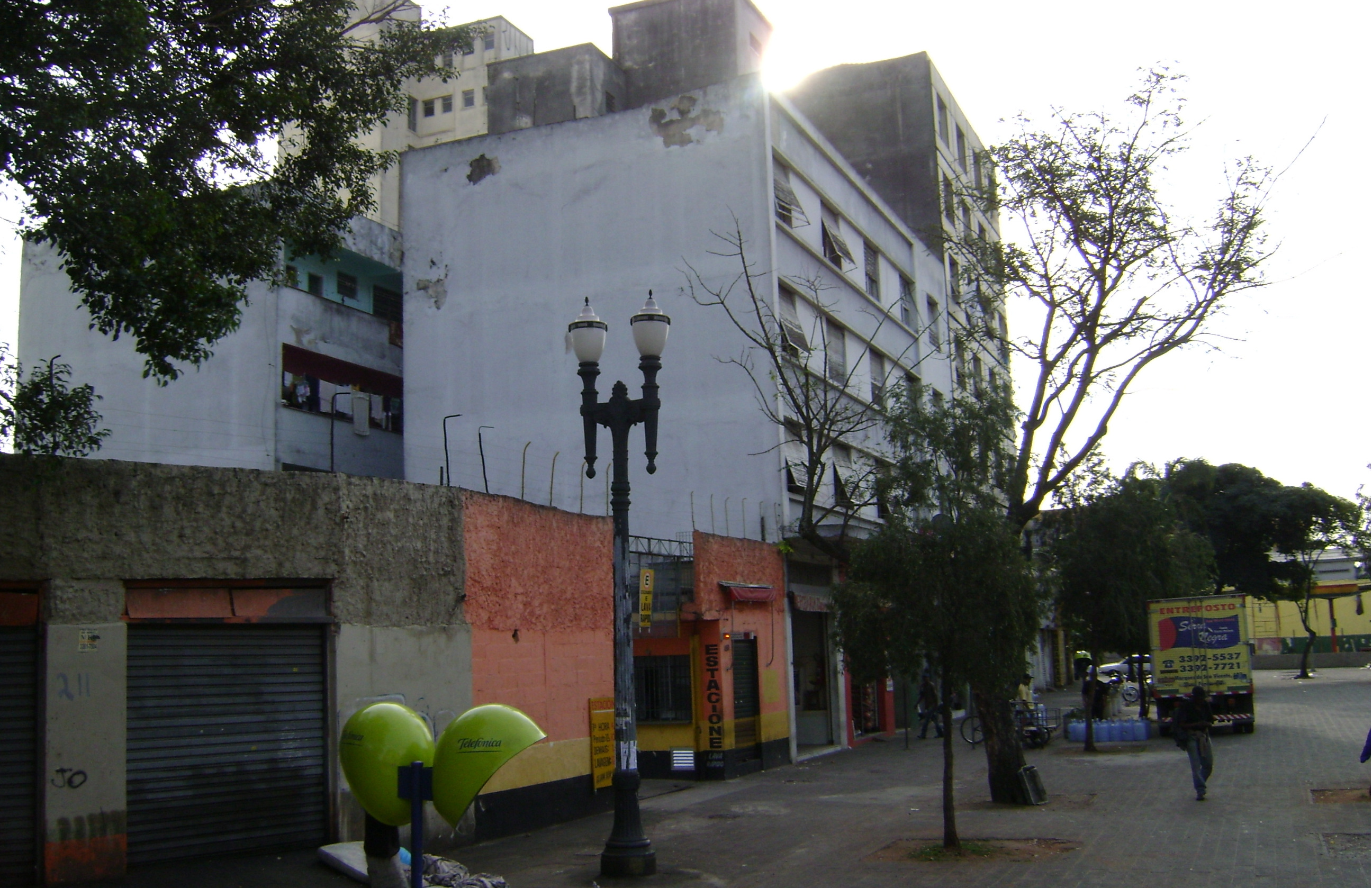
Imagem do centro de São Paulo.

A concentração de grande quantidade de marcos históricos, arquitetônicos e culturais faz a região se destacar pelo interesse por parte de turistas e visitantes. Inserida nesse contexto, ocorre todas as quintas-feiras a chamada Caminhada Noturna, um passeio gratuito pelo centro da cidade realizado há cerca de uma década. Inicia-se todas as quintas-feiras nas escadarias do Teatro Municipal, sempre às 20 horas. Entre os pontos de interesse turístico mais divulgados e conhecidos estão:
- Catedral Metropolitana de São Paulo. Inaugurada oficialmente em 1954, ainda inacabada, para integrar as comemorações do quarto centenário do município de São Paulo, foi restaurada e totalmente concluída, respeitando-se seu projeto original, em 2002. Trata-se de uma das maiores igrejas em estilo neogótico do mundo. Localiza-se na Praça da Sé, local que também abriga o monumento "Marco Zero", que indica o ponto mais central da cidade e de onde partem oficialmente as distâncias medidas dentro do Estado de São Paulo.
- Teatro Municipal de São Paulo, inaugurado em 1911, teve seu projeto arquitetônico desenvolvido pelo escritório de Francisco de Paula Ramos de Azevedo, para suprir a necessidade da exigente elite social formada por "barões do café", que demandavam um espaço para espetáculos e ópera de alto padrão nos moldes dos que podiam ser encontrados na Europa. Dentre os evento mais eloquentes ocorridos em suas dependências destaca-se a realização da Semana de Arte Moderna ocorrida em 1922. Localiza-se na Praça Ramos de Azevedo.
- Capela e Museu Padre Anchieta, no Pátio do Colégio. Trata-se de um edifício construído nos mesmos moldes do prédio erguido na fundação da cidade em 1554. Nele, encontra-se acervo de objetos da história dos personagens que participaram desse período da história da cidade, parte da construção original, um Café e uma Capela.
- Mosteiro de São Bento (São Paulo). Quase tão antigo quanto a própria cidade, o mosteiro constitui um dos templos católicos mais importantes da história de São Paulo. É famoso pelo canto gregoriano, pelos pães artesanais feitos por monges e por sua arquitetura e decoração interior. Localiza-se no Largo São Bento.
- Galeria do Rock na Avenida São João, famoso e tradicional ponto de encontro de diversas Tribos urbanas,[2] sobretudo as ligadas ao Rock and roll e mais recentemente a cultura Hip hop. Localiza-se na Avenida São João tendo ainda entrada pela rua 24 de maio.
- Edifício Altino Arantes (Farol Santander). Centro Cultural instalado em um dos edifícios mais famosos e icônicos da cidade que abrigou a sede do Banco do Estado de São Paulo (Banespa) até sua privatização em 2001. Com 161 metros de altura e arquitetura semelhante ao Empire State Building de Nova York, esse emblemático arranha-céu figura entre os maiores símbolos urbanos da cidade e ao estar localizado em região alta do centro histórico, ganha notório destaque na paisagem, inclusiva a noite quando permanece iluminado, além de proporcionar, ao visitante atrações culturais, esportivas, gastronômicas e um mirante com vista para a cidade.
- Edifício Martinelli, suntuoso edifício de 130 metros de altura e arquitetura eclética, teve grande parte dos materiais usados em sua construção importados de vários países europeus, é aclamado como o primeiro arranha-céu da América Latina e carateriza-se pela sua arquitetura eclética, tendo sido construído pelo Conde Giuseppe Martinelli, imigrante italiano que fez fortuna no Brasil entre as décadas de 1920 e 1930 na Praça Antônio Prado. Além de sua rebuscada arquitetura, há uma mansão feita para a família de Giuseppe Martinelli nos últimos andares. Possui grande riqueza de histórias que abrangem desde o período que fora frequentado pela aristocracia paulista até períodos em que esteve em franca degradação e ameaçado de demolição.
- Vale do Anhangabaú, local famoso e tradicional do centro hoje fechado ao tráfego de veículos, é onde tradicionalmente ocorrem manifestações, feiras culturais, eventos e Shows, os dois viadutos mais famosos e tradicionais de São Paulo, o Viaduto do Chá e o Viaduto Santa Efigênia foram construídos para transpor a depressão geográfica do Vale e ainda hoje fazem parte de seu cenário urbano.
- Centro Cultural da Caixa Econômica Federal, na Praça da Sé.
- Centro Cultural Banco do Brasil, na confluência da Rua Alvares Penteado com a Rua da Quitanda.
- Viaduto do Chá foi primeira ligação entre o centro velho e novo da cidade de São Paulo.
- Faculdade de Direito do Largo São Francisco
- Museu da Cidade, localiza-se no "solar da Marquesa de Santos".
- Viaduto Santa Ifigênia, de estrutura metálica trazida da Bélgica, foi a segunda ligação entre o centro velho e o centro novo após a construção do Viaduto do Chá.
- Palácio dos Correios, edifício histórico projetado por Ramos de Azevedo, onde funcionou por anos a sede dos correios na cidade de São Paulo. Hoje foi inteiramente restaurado e abriga a maior agência da cidade e aguarda projeto para integrar centro cultural.
- Praça das Artes, localizada entre a rua Conselheiro Crispiniano, a Avenida São João e o Vale do Anhangabaú, é um complexo cultural que visa a revitalizar a região por meio da cultura, abriga salas de concerto, dança, teatro, além de servir como estrutura de apoio ao Teatro Municipal de São Paulo[2]
- Terraço Itália, famoso edifício da cidade onde, nos pavimentos de número 41º e 42º, funciona o famoso restaurante Terraço Itália, de gastronomia italiana, em que é possível ter visão panorâmica de grande parte da cidade.
- Edifício Copan, de formato sinuoso, é um edifício modernista projetado por Oscar Niemeyer e atrai turistas e estudantes de arquitetura de várias partes do mundo.
- Feira de Artesanato da Praça da República
- Esquina das avenidas Ipiranga e São João, afamado local imortalizado pela letra da canção Sampa de Caetano Veloso.
- Sala São Paulo, o prédio foi restaurado em 1997 tornando-se sede da Orquestra Sinfônica do Estado de São Paulo, é a maior sala e a mais moderna da América Latina[7]
- Mercado Municipal de São Paulo, Local tradicional de comercialização dos mais variados tipos de ingredientes gastronômicos indo dos mais simples aos mais exclusivos. Localizado em um grande e histórico edifício em estilo eclético projetado pelo escritório de Ramos de Azevedo este local possui um mezanino com restaurantes e também variados locais destinados a alimentação, nos quais se destacam o Sanduiche de Mortadela e o Pastel de Bacalhau que se tornaram iguarias simbólicas para o local.

## Cinemas
O centro histórico de São Paulo, hoje, também se caracteriza pelos antigos prédios abandonados. O que antes eram luxuosos projetos arquitetônicos, agora abriga populações em situação de vulnerabilidade. Dentre esses edifícios, alguns eram grandes espaços dedicados ao cinema, com diversas salas de exibição.
- Cine Marrocos, situado na rua Conselheiro Crispianiano, entre o Teatro Municipal e o Largo do Paissandu, foi inaugurado em 1952. Considerado um dos mais luxuosos da América do Sul, hoje o prédio pertence à prefeitura de São Paulo e está ocupado pelo Movimento dos Trabalhadores Sem Teto (MTST).
- Cine Art Palácio, localizado na avenida São João, ao lado da Galeria do Rock, foi inaugurado em 1936 ainda com o nome de Ufa Palácio. O edifício foi tombado e pertence à prefeitura de São Paulo, com administração da Secretaria Municipal de Cultura. Hoje, parte dele está fechada e abandonada, outra abriga salas de exibição de filmes adultos. Na porta, moradores de rua constroem seus abrigos. Segundo a Secretaria, existem projetos de reforma para o espaço e que está em andamento.
- Cine Paissandu, situado no Largo do Paissandu, foi inaugurado em 1957. O prédio hoje encontra-se em estado de abandono total, com o espaço térreo servindo de estacionamento clandestino para carros. A propriedade, hoje, pertence à rede de Lojas Marabraz, que ainda não apresentou nenhum projeto de reforma e utilização do local.
- Cine Olido, localizado no interior da Galeria Olido, também na avenida São João, passou por reformas após anos fechado. Hoje, um dos poucos cinemass antigos em funcionamento, o Olido possui um total de sete salas de exibição com características decorativas dos anos 50.
- Cine Marabá, instalado na avenida Ipiranga, foi inaugurado em 1944. Em 2009, a Playarte passou a administrar o espaço, que foi reformado e reativado com o nome de Multiplex Playarte Marabá.